# جان برت (بازیکن فوتبال)
جان برت (انگلیسی: John Burt؛ زادهٔ تاریخ ورودی نامعتبر است) بازیکن فوتبال اهل بریتانیا است.
از باشگاه‌هایی که در آن بازی کرده‌است می‌توان به باشگاه فوتبال بلکپول اشاره کرد.